# Colin Dagba
Colin Dagba (Béthune, 9 de setembro de 1998) é um futebolista francês que atua como lateral-direito. Atualmente joga no Beerschot.

## Carreira
Sua primeira experiência no futebol foi no FC Lillers, clube da comuna homônima em que vivia, no norte da França. Entre 2006 e 2010, atuou no FC La Roupie Isbergues, onde chamou a atenção do Lens, que o integrou às suas categorias de base. Problemas financeiros fizeram com que Dagba não permanecesse nos Sang et Or em 2013, quando foi para o Boulogne.
Em 2015, foi promovido ao time B dos Rouges et Noirs, jogando uma partida pela equipe principal em 2016. Em julho do mesmo ano, foi contratado pelo Paris Saint-Germain, alternando entre os times B e sub-19, assinando seu primeiro contrato profissional em 2017, válido por 3 anos.
A estreia de Dagba na equipe principal do PSG foi na Supercopa da França de 2018, que terminou com vitória por 4 a 0 sobre o Monaco, e seu prmieiro jogo na Ligue 1 foi contra o Caen, ambas em agosto.

## Carreira internacional
Filho de um francês, Dagba foi procurado por Michel Dussuyer (técnico da Seleção do Benin, país natal da mãe do lateral-direito) para defender os Esquilos, porém o jogador recusou, alegando que poderia ser convocado para a Seleção Francesa, onde atua pela equipe Sub-21.

## Títulos
Paris Saint-Germain
- Campeonato Francês: 2018–19[6], 2019–20 e 2021–22
- Supercopa da França: 2018[7] e 2019
- Copa da Liga Francesa: 2019–20
- Copa da França: 2019–20, 2020–21